# Pseudolimnophila (Pseudolimnophila) bisatrata
Pseudolimnophila (Pseudolimnophila) bisatrata is een tweevleugelige uit de familie steltmuggen (Limoniidae). De soort komt voor in het Afrotropisch gebied.